# Oude stadhuis (Montfoort)
Het Oude Stadhuis is het voormalige stadhuis van de Nederlandse gemeente Montfoort. Het stadhuis vormt één geheel met de IJsselpoort, de enig overgebleven stadspoort van Montfoort. Het is het oudste gebouw van Montfoort en een van de oudste stadhuizen van Nederland.

## Ligging en aanzicht
Stadhuis en poort liggen aan de noordzijde van de oude binnenstad van Montfoort, vlak bij de Hollandse IJssel. Ze maakten oorspronkelijk deel uit van de ommuring van de stad, die verder poorten aan de west- en oostzijde en een Waterpoort als toegang had. De IJsselpoort verbindt nog steeds de Hoogstraat (oude marktplaats, nu winkelstraat) met de draaibrug over de IJssel en met Onder de Boompjes aan de oever van de rivier.
Het stadhuis heeft een souterrain, bel-etage, eerste verdieping en zolder, boven de poort bevinden zich een verdieping en een zolder. Boven de met een trap bereikbare ingang van het stadhuis is het wapen van Montfoort aangebracht. Ook in de bestrating van het terras is het wapen zichtbaar. Binnen hangt het schilderij Posidonius en Pompeius van Hendrick Heerschop.

## Geschiedenis
De onderste lagen van de IJsselpoort dateren waarschijnlijk (afgaande op de gebruikte stenen) uit het midden van de veertiende eeuw, net als de rest van de stadsmuur. De oudste delen van het gebouw die gedateerd konden worden met jaarringenonderzoek stammen van rond 1373, dit geldt voor een vaste moerbalk op de eerste verdieping. Eerder was er op waarschijnlijk dezelfde plek een 'stadskelder', die vermoedelijk een functie had voor de tolheffing bij een in 1353 afgebroken brug over de Hollandse IJssel (ook de kelder van het stadhuis werd later 'stadskelder' genoemd). De hoge ouderdom van het stadhuis is pas eind twintigste eeuw (1986-1990) door historisch en bouwkundig onderzoek bekend geworden, voordien dacht men op grond van onjuiste tekeningen van Blaeu en Stellingwerf dat het uit de zeventiende eeuw dateerde.
Terwijl de basisstructuur van het gebouw steeds ongeveer gelijk bleef, veranderde het aanzicht wel: op achttiende-eeuwse afbeeldingen is te zien dat de ingangen en ramen toen gotische en ronde bogen hadden, later zijn deze vervangen door grote rechthoekige ramen. In 1762 kwam er een nieuwe aanbouw aan de achterzijde (rivierzijde), terwijl zowel het poortgebouw (in 1781) als het hoofdgebouw (1840) een tentdak kregen.
Zeshonderd jaar lang bleef het stadhuis als zodanig in gebruik. Zo waren er vergaderingen van de gemeenteraad, werkten de burgemeesters en ambtenaren er en bevonden de gemeentesecretarie en het gemeentearchief zich in het gebouw. Tot de invoering van scheiding der machten in 1812 werd er rechtgesproken in de vierschaar; hiertoe diende de voornaamste ruimte van het stadhuis, de grote zaal op de bel-etage. Daarnaast had het gebouw in de loop der eeuwen verschillende nevenfuncties, zoals vergaderruimte voor de schutterij (van 1698 tot 1787, boven de poort), opslag van turf (langdurig), hout en levensmiddelen, ziekenverzorging (1576) en inkwartiering (1672-1674) van soldaten, een school (1547, tijdsduur onbekend) en het plaatselijke Museum van Oudheden. De poortwachter van de IJsselpoort had er ook woonruimte, die in de loop van de tijd een aantal malen verplaatst is van het ene naar het andere deel (kelder, poortgebouw, achteraanbouw).
In de periode 1963-1965 is het gebouw gerestaureerd. De trapgevels die bij de verbouwing in 1840 waren verwijderd, zijn toen hersteld, terwijl de poort aan de zijde van het hoofdgebouw een zadeldak kreeg. Toen in 1989 de gemeenten Linschoten en Willeskop in 1989 bij Montfoort waren gevoegd, was het stadhuis te klein geworden. Daarom kwam er een nieuw stadskantoor op het terrein van het vroegere kasteel Montfoort. Na de verhuizing in 1990 werd het Oude Stadhuis (onder die naam) in gebruik genomen als restaurant.

## Afbeeldingen

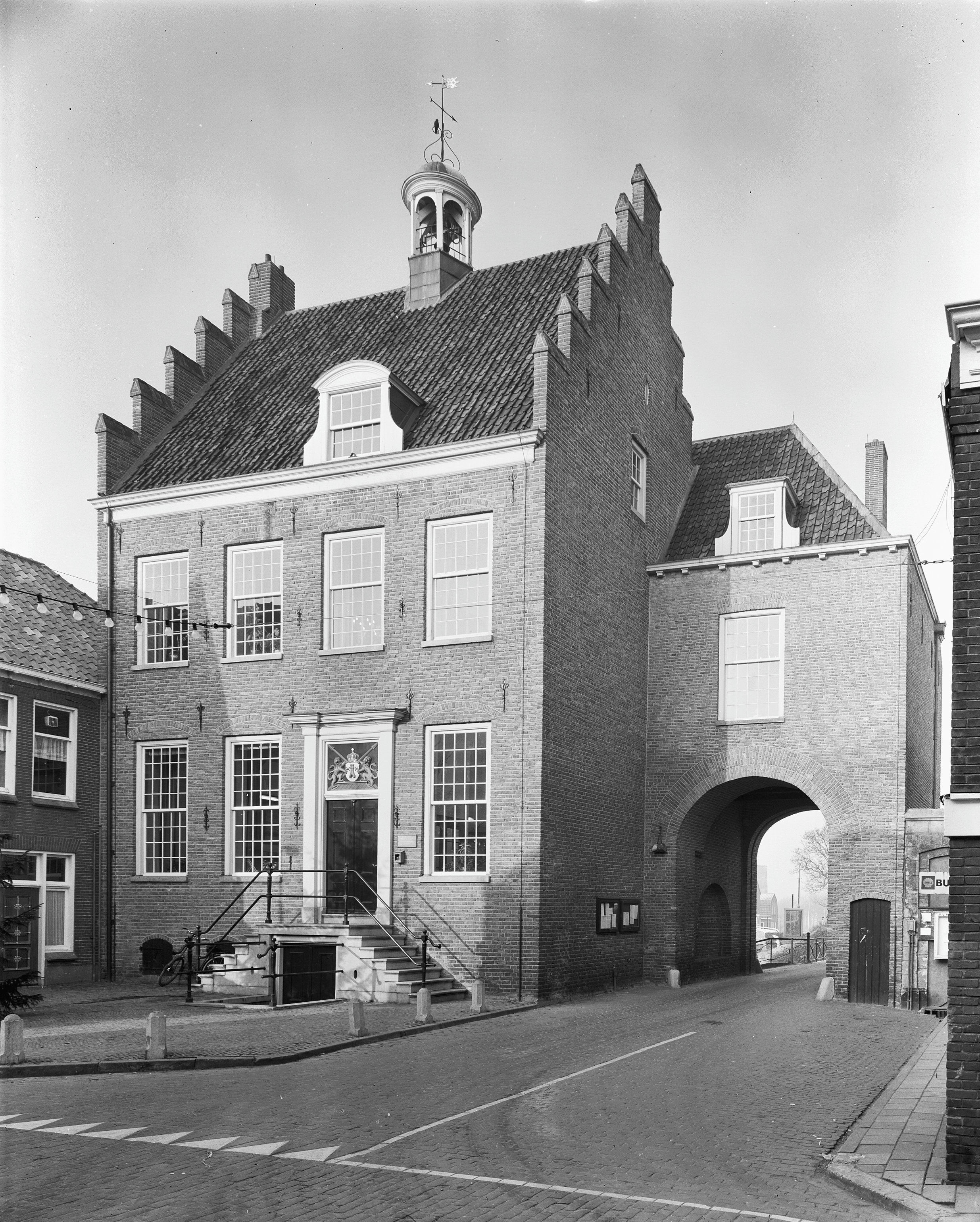
Situatie in 1968
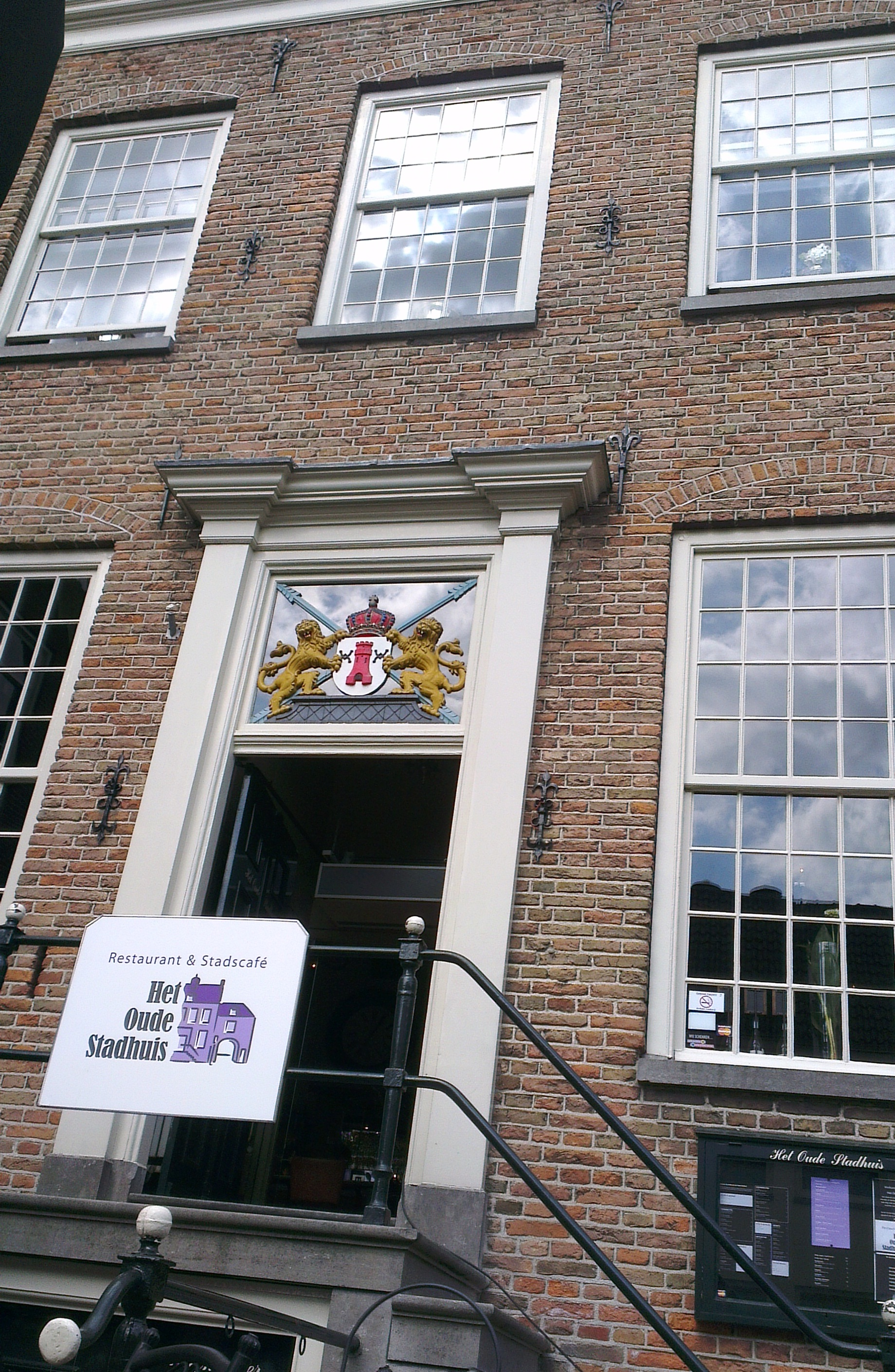
Stadswapen boven de ingang
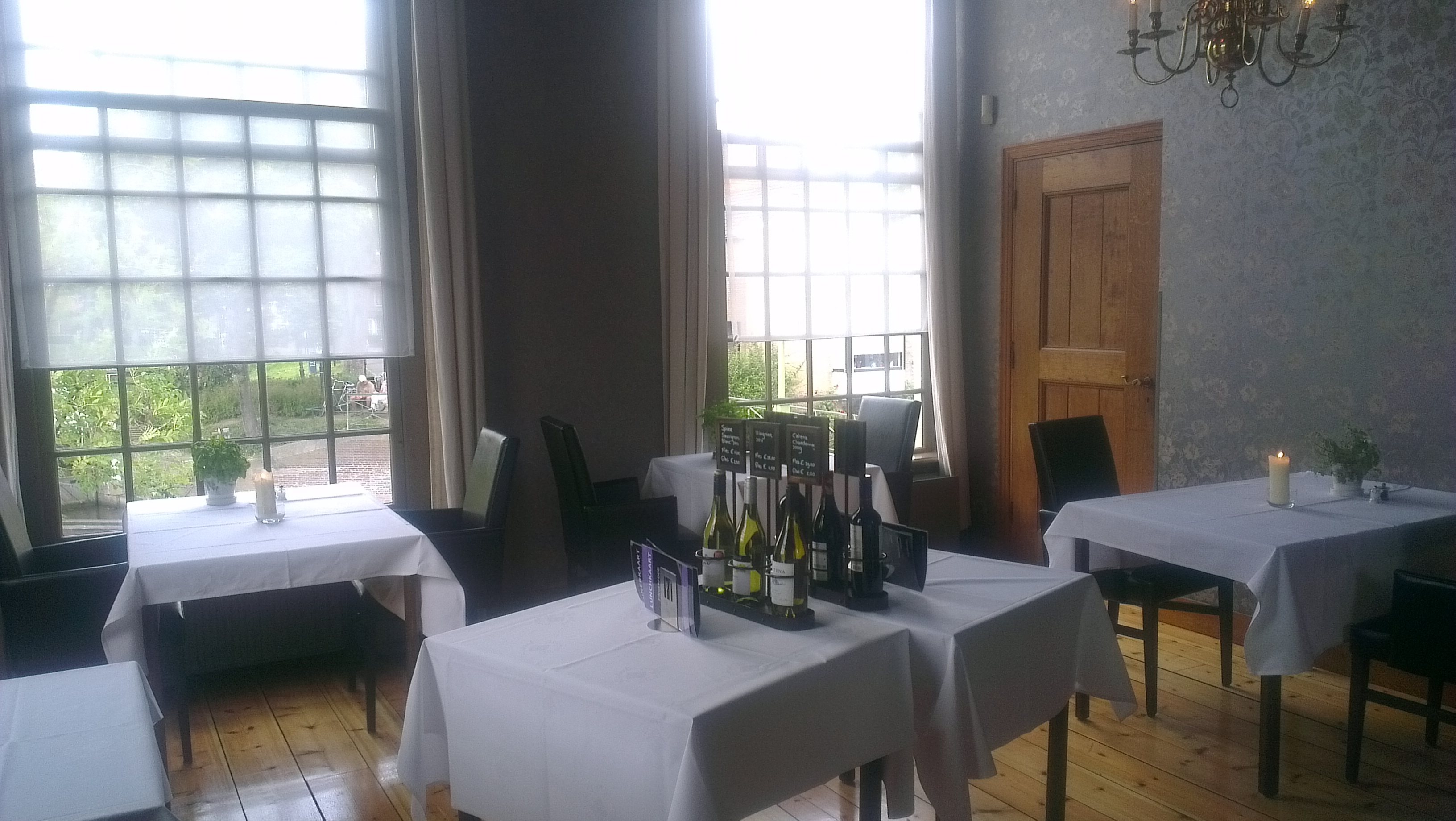
De opkamer
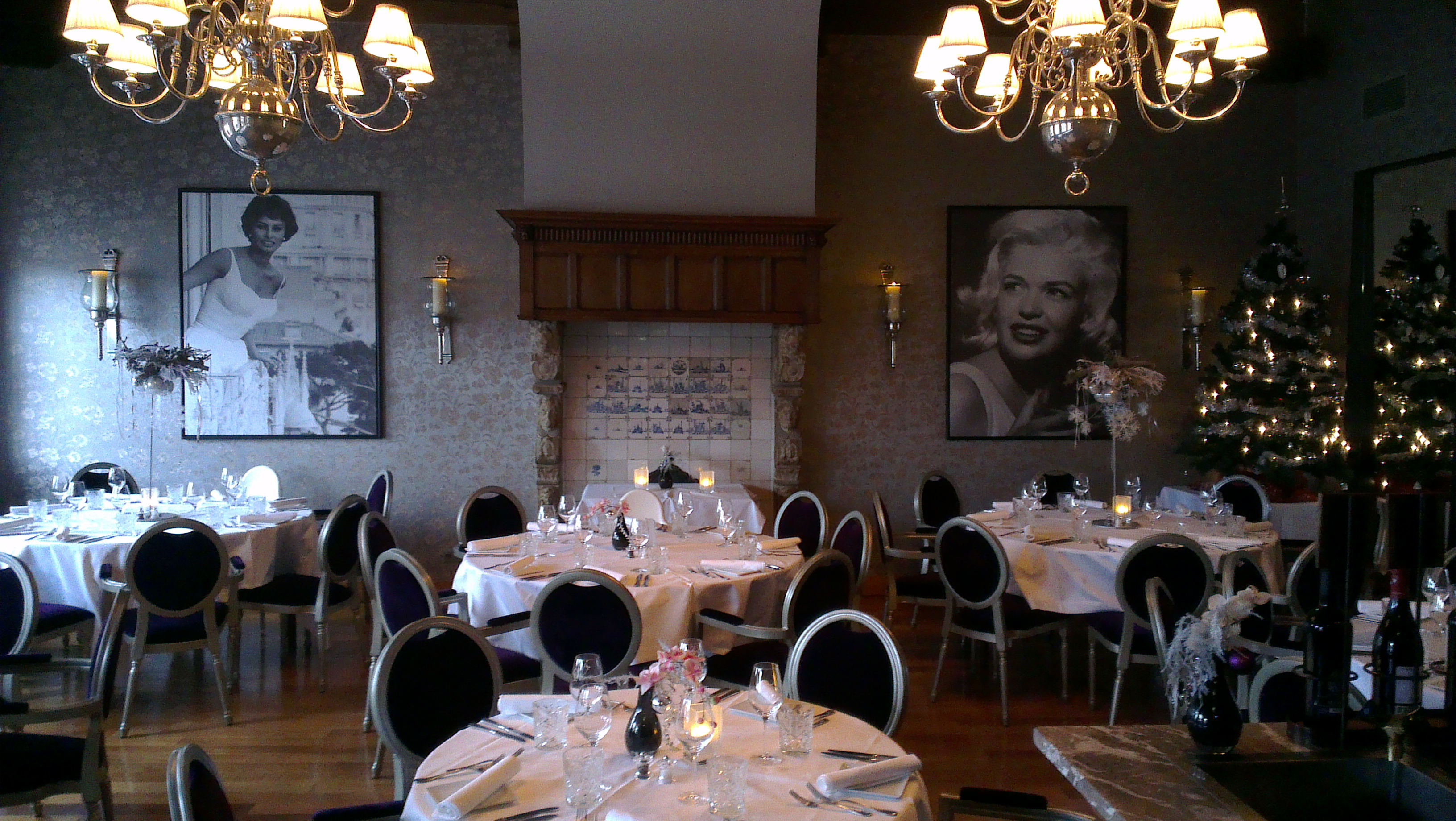
Burgemeesterkamer
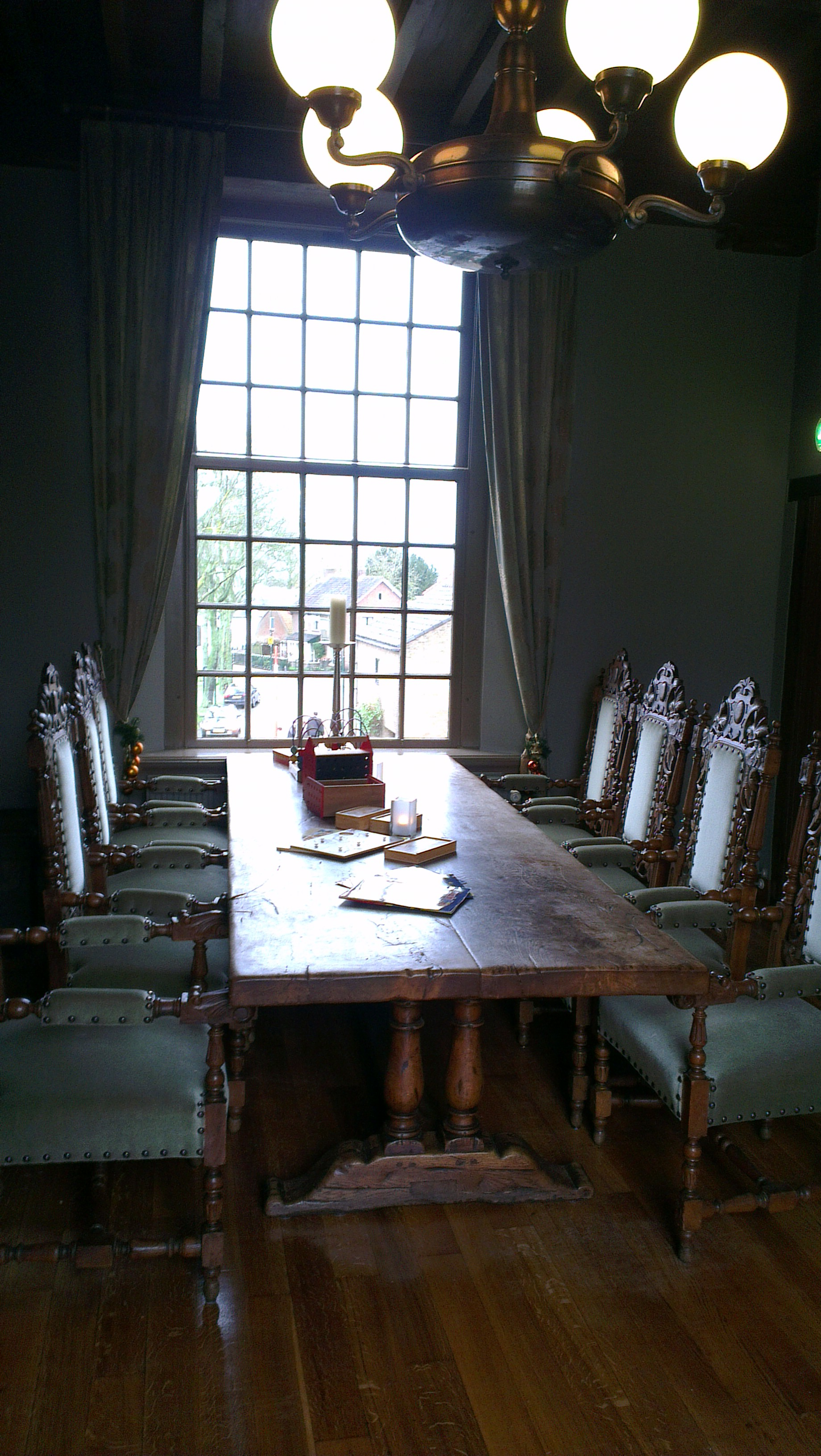
Poortkamer